# Dichagyris persiaca
Dichagyris persiaca är en fjärilsart som beskrevs av Igor Kozhanchikov 1930. Dichagyris persiaca ingår i släktet Dichagyris och familjen nattflyn. Inga underarter finns listade i Catalogue of Life.